# Дмитриев Усад
Дмитриев Усад — село в Атюрьевском районе Республики Мордовия России. Входит в состав Атюрьевского сельского поселения.

## География
Расположено в 12 км от районного центра, на трассе Москва — Саранск, в 20 км от железнодорожной станции Торбеево.

## История
Возникло в 17 веке как выселок богатой крестьянской семьи Баженовых. В челобитной крестьян села С. А. Аксёнова и И. Носова сообщается, что в 1676 году Дмитриев Усад был крупным населённым пунктом со смешанным мордовско-русским населением. Крестьяне села участвовали в пугачёвских отрядах, руководимых П. Естафьевым и С. Мартыновым (см. Гражданская война 1773—1775 гг.). В «Списке населённых мест Тамбовской губернии» (1866) Дмитриев Усад — село казённое и владельческое из 158 дворов (1461 чел.) Спасского уезда. В 1930 году в селе было 469 дворов (2584 чел.). В годы коллективизации был организован колхоз «Красный огородник» (позднее «Ударник»); в декабре 1941 года колхоз внёс в Фонд обороны 10 тыс. л. молока (председатель колхоза в годы Великой Отечественной войны — П. М. Миньков). С 1992 года — СХПК. Дмитриев Усад известен садоводством. В 1936 году в селе была открыта врачебная амбулатория; в 1954 году — стационар на 10 коек. В современной инфраструктуре села — школа, Дом культуры, библиотека, столовая, 3 магазина, пекарня, медпункт, аптека, приёмный пункт районного КБО; Казанская церковь (1804). В 1965 году установлен памятник-обелиск воинам, погибшим в годы Великой Отечественной войны. Среди жителей Дмитриева Усада — государственно-хозяйственный работник С. Я. Есяков, передовик сельского хозяйства, делегат 16-го съезда ВЛКСМ А. Е. Янин, педагоги М. Д. Зайцева, М. Я. Лысова. В Дмитриево-Усадскую сельскую администрацию входят д. Вярьвель (45 чел.; родина заслуженного юриста РСФСР Ф. А. Тишкина), Кутырки (31), Нижняя Богдановка (10), пос. Озерки (12), Рыжевка (2) и Зимовка (5 чел.).

## Население
| 2002 | 2010 |
| ---- | ---- |
| 582  | ↘406 |

Национальный состав
Согласно результатам Всероссийской переписи населения 2002 года, в национальной структуре населения русские составляли 86 %.

## Источник
- Энциклопедия Мордовия, Т. Н. Охотина, В. Н. Шитов.